# Хуалун-1

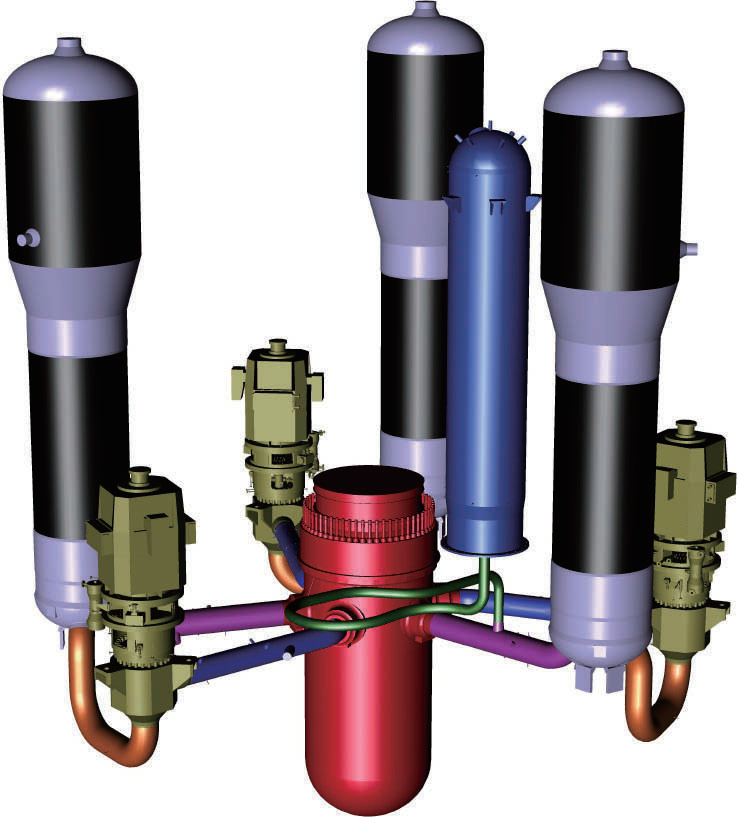
Первичная система охлаждения, показывающая корпус реактора (красный), парогенераторы (фиолетовый), компенсатор давления (синий) и насосы (зеленый) в трехконтурной системе охлаждения Hualong One

«Хуалун-1» (кит. упр. 华龙一号, пиньинь huálóng yīhào, палл. хуалун ихао, в переводе «китайский дракон» номер один; англ. Hualong One, Hualong-1, экспортное наименование HPR1000) — китайский трехпетлевой водо-водяной ядерный реактор с водой под давлением.
В 2021 году был запущен первый реактор Hualong One на АЭС Фуцин. На 1 января 2025 года действовало уже 5 таких реакторов в Китае и 2 в Пакистане, 12 продолжало строиться в Китае и еще 1 в Пакистане, при этом сохранялись планы по дальнейшей постройки этих реакторов.

## История
Реактор Хуалун-1 является совместной разработкой China General Nuclear Power Group (CGNPG) и China National Nuclear Corporation, основой послужили дизайны реакторов ACPR-1000 (развитие линейки французских 900 МВт реакторов CP0, CP1 и CP2 → CPR-1000 → ACPR-1000) и ACP-1000 (развитие линейки собственного китайского реактора CNP-300 → CNP-600 (CNP-300 + M310 (CP1)) → CNP-1000 (проект) → CP1000 (проект) → ACP1000). 

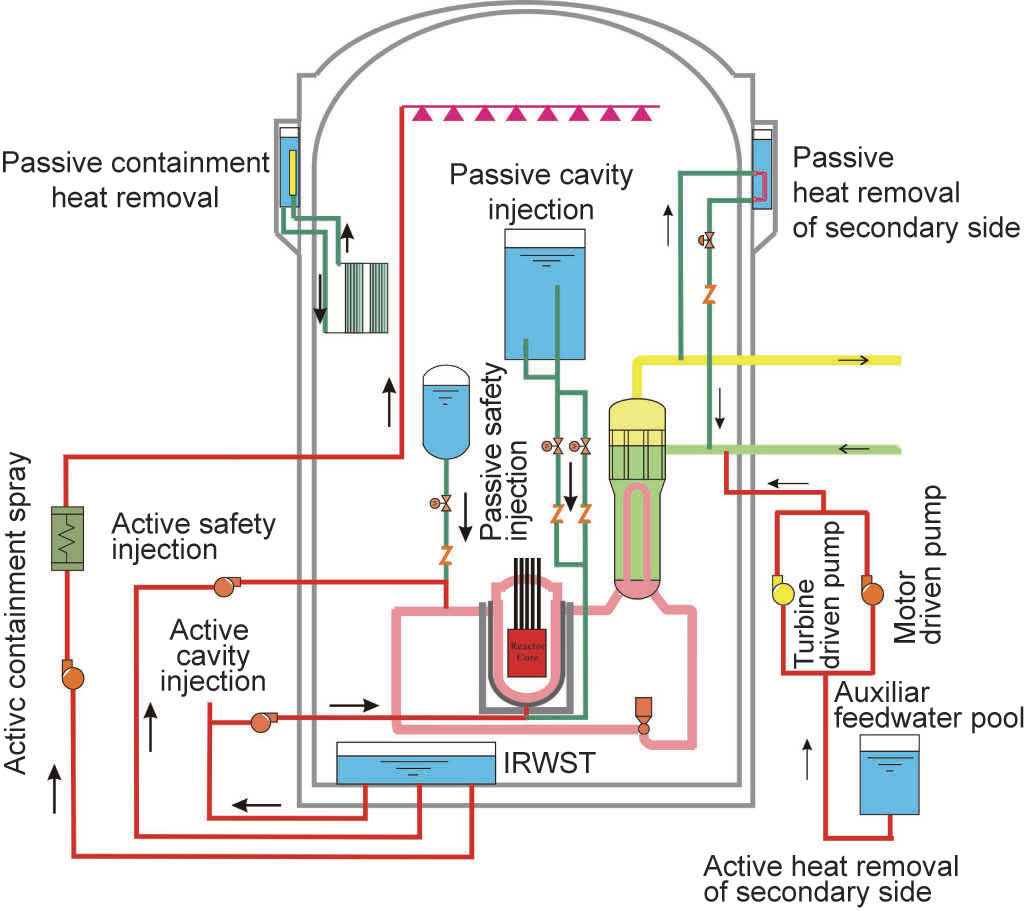
Active and passive cooling systems of the HPR1000 (Hualong One)
Red line − active systems
Green line − passive systems
IRWST − in-containment refuelling water storage tank

В начале 2014 года было объявлено, что объединенный проект переходит от предварительного проектирования к детальной проработке концепции. Выходная мощность составит 1170 МВт, брутто — 1090 МВт, с 60-летним сроком службы и будет использовать комбинацию пассивных и активных систем безопасности с двойной защитой. Изначально объединенный проект должен был называться ACC1000, но в дальнейшем был переименован в Hualong One (Hualong-1), а экспортное название HPR1000. В Августе 2014 китайский регулятор классифицировал проект как реактор поколения III+ с независимыми правами интеллектуальной собственности. Некоторые издания из-за отсутствия под реактором ловушки расплава не относили реактор к поколению III+.
Переход на отечественные разработки был необходим для Китая чтобы в дальнейшем иметь возможность экспорта этих АЭС. В дальнейшем в Китае строилось в основном АЭС с использованием Hualong 1, поскольку они стали наиболее технологичными среди всех китайских разработок в области атомной энергетики.
В конце марта 2018 на выставке в Пекине было объявлено о появлении в Китае единого проекта реактора, а не отдельно своего, у компаний CGNPG и CNNC.
В 2021 году китайский реактор Hualong One прошёл сертификацию Европейского Союза.
В 2022 году Hualong One прошёл сертификацию в Великобритании, тем самым реактор получил возможность строится и эксплуатироваться в этой стране.

### Хуалун-2
В апреле 2021 года CNNC объявила о планах компании приступить к постройки обновлённых реакторов под названием Хуалун-2. По заявлениях компании, эти реакторы позволят сократить сроки ввода в эксплуатацию и уменьшить расходы на постройку. Ожидаемой датой начала строительства тогда был обозначен 2024 год.

## Построенные и строящиеся реакторы
| Название  | Локация  | Энергоблок  | Мощность, МВт | Начало строительства | Пуск | Закрытие |
| --------- | -------- | ----------- | ------------- | -------------------- | ---- | -------- |
| Фуцин     | Китай    | Фуцин-5     | 1075          | 2015                 | 2020 |          |
| Фуцин     | Китай    | Фуцин-6     | 1075          | 2015                 | 2022 |          |
| Фанчэнган | Китай    | Фанчэнган-3 | 1188          | 2015                 | 2023 |          |
| Фанчэнган | Китай    | Фанчэнган-4 | 1188          | 2016                 | 2024 |          |
| Тайпинлин | Китай    | Тайпинлин-1 | 1200          | 2019                 |      |          |
| Тайпинлин | Китай    | Тайпинлин-2 | 1202          | 2020                 |      |          |
| Тайпинлин | Китай    | Тайпинлин-3 | 1202          | 2025                 |      |          |
| Чжанчжоу  | Китай    | Чжанчжоу-1  | 1212          | 2019                 | 2024 |          |
| Чжанчжоу  | Китай    | Чжанчжоу-2  | 1212          | 2020                 |      |          |
| Чжанчжоу  | Китай    | Чжанчжоу-3  | 1212          | 2024                 |      |          |
| Чжанчжоу  | Китай    | Чжанчжоу-4  | 1212          | 2024                 |      |          |
| Саньао    | Китай    | Саньао-1    | 1150          | 2020                 |      |          |
| Саньао    | Китай    | Саньао-2    | 1150          | 2021                 |      |          |
| Чанцзян   | Китай    | Чанцзян-3   | 1200          | 2021                 |      |          |
| Чанцзян   | Китай    | Чанцзян-4   | 1200          | 2021                 |      |          |
| Луфенг    | Китай    | Луфенг-5    | 1200          | 2022                 |      |          |
| Луфенг    | Китай    | Луфенг-6    | 1200          | 2023                 |      |          |
| Ниндэ     | Китай    | Ниндэ-5     | 1200          | 2024                 |      |          |
| Шидаовань | Китай    | Шидаовань-1 | 1200          | 2024                 |      |          |
| Шидаовань | Китай    | Шидаовань-2 | 1225          | 2025                 |      |          |
| Цзинмэнь  | Китай    | Цзинмэнь-1  | 1200          | 2025                 |      |          |
| Карачи    | Пакистан | Карачи-2    | 1100          | 2015                 | 2021 |          |
| Карачи    | Пакистан | Карачи-3    | 1100          | 2016                 | 2022 |          |
| Чашма     | Пакистан | Чашма-5     | 1200          | 2024                 |      |          |

## ACP100
На основе реактора ACP1000 (Карачи) был разработан малый модульный реактор ACP100, который способен вырабатывать электроэнергию, производить промышленный пар, опреснять воду и отапливать домохозяйства. В июле 2021 начато строительство на АЭС Чанцзян корпорацией CNNC.

## В филателии
24 ноября 2021 года почта КНР выпустила почтовую марку из серии «Научно-технические инновации» (кит. упр. 科技创新), посвящённую  ядерному реактору «Хуалун-1», тиражом 7 млн экземпляров. На марке изображены реактор «Хуалун-1», формула эквивалентности массы и энергии, деление ядра, символ атома. Ядерный реактор «Хуалун-1» считается в КНР одним из пяти главных научно-технических достижений тринадцатой пятилетки.